# 椎名このみ
椎名 このみ（しいな このみ、1970年（昭和45年）11月13日 - ）は、日本の元AV女優。

## 略歴・人物
1989年にAVデビュー。
1991年頃に引退。

## 出演作品

### アダルトビデオ
- Cカップハイスクール　（1989年3月10日、VIP）
- 先生、そそり立ちを頂だい　（1989年5月2日、VIP）
- とまらない　（1989年7月5日、フェニックス）
- （秘）おめこぼし　（1989年7月25日、アリスJAPAN）…共演：大沢美奈子
- アリーナ学園スペシャル アダルトビデオ研修会編　（1989年8月23日、アリーナエンターテイメント）…共演：山本なつき、中山静香
- ベスト・ヒット・フェニックス 7（1990年6月28日、フェニックスビデオ）全5名
- 巨乳男体競技　（1990年7月14日、ロイヤルアート）…共演：菊池えり、いとうしいな
- 牙・6　（1990年7月27日、タキオン）
- 口内写生4　（1991年1月10日、シネマサプライ）…共演：森村あすか
- 巨乳学園物語 エッチ見つけた新学期　（1991年4月20日、大陸書房）…共演：渚友紀

他

## 雑誌
- アップル通信 1989年4月号（表紙）